# 匍匐悬钩子
匍匐悬钩子（学名：Rubus pectinarioides）为蔷薇科悬钩子属的植物。分布在锡金、不丹以及中国大陆的云南、西藏等地，生长于海拔2,800米至3,300米的地区，常生于山溪边岩石上以及石砾坡地林下，目前尚未由人工引种栽培。